# Jonas Nay
Jonas Nay, né le 20 septembre 1990 à Lübeck en Allemagne, est un acteur et musicien qui après plusieurs participations à des séries télévisées allemandes est l'acteur principal dans la série allemande Deutschland 83 et sa suite.

## Biographie
Jonas Nay fait ses études au Gymnasium (de) Johanneum (de) de Lübeck, section musique, où il joue également dans l'orchestre de l'école. En 2004, en raison de son intérêt pour le théâtre, Nay répond à une annonce dans les journaux à la suite d'une recherche d'acteur. Il décroche un rôle dans la série pour enfants  Vier gegen Z (de) en 2005, au côté d'Udo Kier. Au cours des deux premières saisons de la série, il joue sous le pseudonyme Jonas Friedebom, en tant qu'Otti Sörensen.
Durant les années suivantes, il a des rôles mineurs dans plusieurs productions télévisées sur les chaînes de télévision allemandes ARD et ZDF.

## Filmographie
- 2005–2006 : Vier gegen Z (de) (série télévisée)
- 2007 : Mission sauvetages (série télévisée) : David Becker
- 2007 : Großstadtrevier (série télévisée)
- 2008 : Die Pfefferkörner (de) (série télévisée)
- 2009 : Morgen ist auch noch ein Tag (film)
- 2011 : Notruf Hafenkante (de) (série télévisée)
- 2011 : Homevideo (téléfilm) : Jakob Moormann
- 2011 : Joane et Jonathan (téléfilm)[2]
- 2012 : Tatort (série télévisée) : Tobias Rahn / Kilian
- 2012 : Sechzehneichen (téléfilm)
- 2013 : Die Frau von früher (téléfilm)
- 2013 : Tod an der Ostsee (téléfilm)
- 2013 : King of Germany (film)
- 2013 : Nichts mehr wie vorher (téléfilm)
- 2014 : Hirngespinster (film)
- 2014 : Dear Courtney (film)
- 2015 : Tannbach – Schicksal eines Dorfes (téléfilm)
- 2015 : Wir sind jung. Wir sind stark. (de) (film)
- 2015 : Deutschland 83 (série télévisée)[3] : Martin Rauch
- 2018 : Deutschland 86 (série télévisée) : Martin Rauch
- 2020 : Les leçons Persanes (film) : Max Beyer
- 2020 : Deutschland 89 (série télévisée) : Martin Rauch
- 2022 : Transatlantique (série télévisée) : Walter Mehring
- 2024 : Le Tatoueur d'Auschwitz (The Tattooist of Auschwitz) :  Stefan Baretzki (mini-série)

## Sources
- (en) Cet article est partiellement ou en totalité issu de l’article de Wikipédia en anglais intitulé « Jonas Nay » (voir la liste des auteurs).